# Maurice Archambaud
Maurice Archambaud, nascido a 30 de agosto de 1906 em Paris e falecido a 3 de dezembro de 1955 em Raincy, foi um ciclista francês que desenvolvo sua carreira nos anos 30 e 40.
Bateu o Recorde da hora em 1937, o qual durou cinco anos até que foi batido por Fausto Coppi. Membro da equipa de França no Tour de France entre as duas guerras, ganhou dez vitórias de etapa, vestindo-se várias vezes do maillot amarelo.

## Palmarés
1932
- Grande Prêmio das Nações
- GP Wolber

1933
- 2 etapas do Tour de France

1935
- Paris-Caem
- Grande Prêmio de l'Écho d'Alger, mais 2 etapas
- 1 etapa do Giro de Itália
- 2 etapas do Tour de France

1936
- Paris-Nice
- 1 etapa do Tour de France

1937
- Recorde da hora
- 1 etapa do Tour de France
- Giro da Província de Milão (com Aldo Bini)

1939
- Paris-Niza
- 4 etapas do Tour de France

## Resultados nas grandes voltas
| Corrida         | 1932 | 1933 | 1934 | 1935 | 1936 | 1937 | 1938 | 1939 | 1940 | 1941 | 1942 | 1943 | 1944 |
| --------------- | ---- | ---- | ---- | ---- | ---- | ---- | ---- | ---- | ---- | ---- | ---- | ---- | ---- |
| Giro de Itália  | -    | -    | -    | Ab.  | -    | -    | -    | -    | -    | -    | -    | -    | -    |
| Tour de France  | 16º  | 5º   | Ab.  | 7º   | Ab.  | Ab.  | -    | 14º  | -    | -    | -    | -    | -    |
| Volta a Espanha | -    | -    | -    | -    | -    | -    | -    | -    | -    | -    | -    | -    | -    |